# Reborn to Master the Blade: From Hero-King to Extraordinary Squire
Reborn to Master the Blade: From Hero-King to Extraordinary Squire (英雄王、武を極めるため転生す ～そして、世界最強の見習い騎士♀～, Eiyū-Ō, Bu o Kiwameru Tame Tensei-Su: Soshite, Sekai Saikyō no Minarai Kishi ♀, litt. « Le roi-héros se réincarne pour devenir un maître du combat, mais devient la plus puissante écuyère du monde ») est une série de light novel japonais écrite par Hayaken. Publiée à l'origine comme une websérie sur le site Shōsetsuka ni narō, la série a depuis été publiée par l'éditeur Hobby Japan avec des illustrations de Moto Kuromura depuis le 30 novembre 2019. Douze volumes ont été publiés à ce jour.
La série est adaptée en manga. Cette adaptation est prépubliée en ligne dans Comic Fire (ja), depuis le 6 décembre 2019; le premier volume est sorti le 27 août 2020. Elle est elle-même adaptée en mini-série d'animation à partir de 2020.
Une adaptation du light novel en série d'animation, produite par le studio Studio Comet, est diffusée depuis le 10 janvier et le 28 mars 2023.

## Synopsis
Dans le royaume de Silvare vivait le roi-héros Inglis. Avec la bénédiction personnelle de la déesse Alistia, Inglis est devenu un chevalier sacré, tuant les ennemis de l'humanité et les dieux maléfiques, puis a fondé le royaume de Silvare. Sur son lit de mort, la déesse Alistia propose à Inglis de lui accorder un vœu en récompense. Inglis souhaite être réincarné afin de pouvoir accomplir son rêve de vouer sa vie à s'améliorer en tant que guerrier. Il renaît finalement en tant que femme et s'efforce de vivre une vie comme il le souhaite.

## Personnages
Inglis « Chris » Eucus (イングリス・ユークス, Ingurisu Yūkusu)
Voix japonaise : Akari Kitō,
Raphinia « Rani » Bilford (ラフィニア・ビルフォード, Rafinia Birufōdo)
Voix japonaise : Ai Kakuma,
Léone Olfa (レオーネ・オルファー, Reōne Orufā)
Voix japonaise : Tomori Kusunoki
Liselotte Arcia (リーゼロッテ・アールシア, Rīzerotte Ārushia)
Voix japonaise : Wakana Kuramochi

### Menaces hiérales
Ellis (エリス, Erisu, Eris)
Voix japonaise : Haruka Shiraishi
Cystia Rouge (システィア・ルージュ, Shisutia Rūju, Sistia Rouge)
Voix japonaise : Eri Kitamura
Ripple (リップル, Rippuru)
Voix japonaise : Naomi Ōzora

## Productions et supports

### Light novel

#### Liste des volumes
| no | Japonais           | Japonais          |
| no | Date de sortie     | ISBN              |
| -- | ------------------ | ----------------- |
| 1  | 30 novembre 2019   | 978-4-79-862064-0 |
| 2  | 29 février 2020    | 978-4-79-862147-0 |
| 3  | 1er juillet 2020   | 978-4-79-862244-6 |
| 4  | 31 octobre 2020    | 978-4-79-862344-3 |
| 5  | 1er mai 2021       | 978-4-79-862479-2 |
| 6  | 1er mai 2021       | 978-4-79-862675-8 |
| 7  | 30 avril 2022      | 978-4-79-862826-4 |
| 8  | 1er août 2022      | 978-4-79-862886-8 |
| 9  | 1er mars 2023      | 978-4-79-863016-8 |
| 10 | 1er septembre 2023 | 978-4-79-863264-3 |
| 11 | 28 décembre 2023   | 978-4-79-863381-7 |
| 12 | 1er août 2024      | 978-4-79-863595-8 |

### Manga
Une version française du manga est annoncée par Meian.

#### Liste des tomes
| no | Japonais          | Japonais          | Français        | Français          |
| no | Date de sortie    | ISBN              | Date de sortie  | ISBN              |
| -- | ----------------- | ----------------- | --------------- | ----------------- |
| 1  | 27 août 2020      | 978-4-79-862268-2 | 29 mai 2023     | 978-2-38503-134-3 |
| 2  | 1er mai 2021      | 978-4-79-862496-9 | 29 mai 2023     | 978-2-38503-135-0 |
| 3  | 28 décembre 2021  | 978-4-79-862653-6 | 18 juillet 2023 | 978-2-38503-136-7 |
| 4  | 1er novembre 2022 | 978-4-79-862885-1 | 12 janvier 2024 | 978-2-38503-137-4 |
| 5  | 29 septembre 2023 | 978-4-79-863156-1 | —               |                   |
| 6  | 3 février 2025    | 978-4-79-863468-5 | —               |                   |

### Adaptations animées

#### Série télévisée
Hors de l'Asie, cette diffusion est assurée par Crunchyroll.

##### Liste des épisodes
| No | Titre français                         | Titre japonais           | Titre japonais                     | Date de 1re diffusion |
| No | Titre français                         | Kanji                    | Rōmaji                             | Date de 1re diffusion |
| -- | -------------------------------------- | ------------------------ | ---------------------------------- | --------------------- |
| 1  | La réincarnation du Roi-héros Inglis   | 英雄王イングリス、転生す | Eiyū-ō Ingurisu, tensei su         | 10 janvier 2023       |
| 2  | Rencontre avec une Hyrule Menas        | 天恵武姫の邂逅           | Hairaru menasu no kaigō            | 17 janvier 2023       |
| 3  | Départ vers la capitale                | 王都への旅立ち           | Ōto e no tabidachi                 | 24 janvier 2023       |
| 4  | La ville dirigée par une Célestienne   | 天上人が支配する街       | Hairandā ga shihai suru machi      | 31 janvier 2023       |
| 5  | L'académie royale des chevaliers       | 王立騎士アカデミー       | Ōritsu kishi akademī               | 7 février 2023        |
| 6  | Le labyrinthe aux épreuves             | 試練の迷宮               | Shiren no meikyū                   | 14 février 2023       |
| 7  | La maladie des Menaces hiérales        | 天恵武姫の病             | Hairaru menasu no yamai            | 21 février 2023       |
| 8  | L'escorte de Ripple                    | リップル護衛指令         | Rippuru goei shirei                | 28 février 2023       |
| 9  | Le nouvel artefact                     | 新しい魔印武具           | Atarashii ātifakuto                | 7 mars 2023           |
| 10 | Le projet d'attaque sur les Célestiens | 天上人襲撃計画           | Hairandā shūgeki keikaku           | 14 mars 2023          |
| 11 | L'invincible apprentie chevaleresse    | 見習い騎士、無双す       | Minarai kishi, musō su             | 21 mars 2023          |
| 12 | Combat ! Roi-héros vs roi irisé        | 激突！英雄王vs虹の王     | Gekitotsu! Eiyū ō buiesu niji no ō | 28 mars 2023          |

### Sources
1. 1 2 3  (en) Rafael Antonio Pineda, « Reborn to Master the Blade Anime's Teaser Reveals Cast, Staff, January 2023 Premiere », sur Anime News Network, 8 mars 2022
2. 1 2  (ja) « 英雄王、武を極めるため転生す ～そして、世界最強の見習い騎士♀～ 1 », sur Hobby Japan
3. 1 2  (ja) « 英雄王、武を極めるため転生す ～そして、世界最強の見習い騎士♀～ 12 », sur Hobby Japan
4. ↑  (en) « Eiyuuou, Bu wo Kiwameru Tame Tenseisu: Soshite, Sekai Saikyou no Minarai Kishi♀ (Manga) », sur MyAnimeList (consulté le 24 septembre 2022)
5. 1 2  (ja) « 英雄王、武を極めるため転生す ～そして、世界最強の見習い騎士♀～ 1 », sur Hobby Japan
6. 1 2 3  (en) Egan Loo, « Eiyū-Ō, Bu o Kiwameru Tame Tensei-Su 'Transsexual Fantasy' Manga Gets Mini Anime », sur Anime News Network, 31 octobre 2020
7. ↑  (en) Joanna Cayanan, « Reborn to Master the Blade Anime Reveals 2nd Video, More Cast & Staff, Theme Songs, January 9 Debut », sur Anime News Network, 1er décembre 2022
8. 1 2  (en) Alex Mateo, « Reborn to Master the Blade Anime Reveals 1st Promo Video, Cast : Tomori Kusunoki, Wakana Kuramochi join cast », sur Anime News Network, 27 juillet 2022
9. 1 2 3  (en) Crystalyn Hodgkins, « Reborn to Master the Blade Anime Reveals More Cast, New Visual : Eri Kitamura, Haruka Shiraishi, Naomi Ōzora join cast for January anime », sur Anime News Network, 21 octobre 2022
10. ↑  (ja) « 英雄王、武を極めるため転生す ～そして、世界最強の見習い騎士♀～ 2 », sur Hobby Japan
11. ↑  (ja) « 英雄王、武を極めるため転生す ～そして、世界最強の見習い騎士♀～ 3 », sur Hobby Japan
12. ↑  (ja) « 英雄王、武を極めるため転生す ～そして、世界最強の見習い騎士♀～ 4 », sur Hobby Japan
13. ↑  (ja) « 英雄王、武を極めるため転生す ～そして、世界最強の見習い騎士♀～ 5 », sur Hobby Japan
14. ↑  (ja) « 英雄王、武を極めるため転生す ～そして、世界最強の見習い騎士♀～ 6 », sur Hobby Japan
15. ↑  (ja) « 英雄王、武を極めるため転生す ～そして、世界最強の見習い騎士♀～ 7 », sur Hobby Japan
16. ↑  (ja) « 英雄王、武を極めるため転生す ～そして、世界最強の見習い騎士♀～ 8 », sur Hobby Japan
17. ↑  (ja) « 英雄王、武を極めるため転生す ～そして、世界最強の見習い騎士♀～ 9 », sur Hobby Japan
18. ↑  (ja) « 英雄王、武を極めるため転生す ～そして、世界最強の見習い騎士♀～ 10 », sur Hobby Japan
19. ↑  (ja) « 英雄王、武を極めるため転生す ～そして、世界最強の見習い騎士♀～ 11 », sur Hobby Japan
20. ↑  « Le manga Reborn to Master the Blade annoncé par Meian », sur manga-news.com, 20 mars 2023 (consulté le 20 mars 2023)
21. ↑  « Reborn to Master the Blade - Tome 1 », sur Meian (consulté le 21 mars 2023).
22. ↑  (ja) « 英雄王、武を極めるため転生す ～そして、世界最強の見習い騎士♀～ 2 », sur Hobby Japan
23. ↑  « Reborn to Master the Blade - Tome 2 », sur Meian (consulté le 21 mars 2023).
24. ↑  (ja) « 英雄王、武を極めるため転生す ～そして、世界最強の見習い騎士♀～ 3 », sur Hobby Japan
25. ↑  « Reborn to Master the Blade - Tome 3 », sur Meian (consulté le 21 mars 2023).
26. ↑  (ja) « 英雄王、武を極めるため転生す ～そして、世界最強の見習い騎士♀～ 4 », sur Hobby Japan
27. ↑  « Reborn to Master the Blade - Tome 4 », sur Meian (consulté le 26 juillet 2024).
28. ↑  (ja) « 英雄王、武を極めるため転生す ～そして、世界最強の見習い騎士♀～ 5 », sur Hobby Japan
29. ↑  (ja) « 英雄王、武を極めるため転生す ～そして、世界最強の見習い騎士♀～ 6 », sur Hobby Japan
30. ↑  « Reborn to Master the Blade: From Hero-King to Extraordinary Squire », sur Crunchyroll
31. ↑  (ja) « TVアニメ『英雄王、武を極めるため転生す 〜そして、世界最強の見習い騎士♀〜』 : STORY », sur auo-anime.com
32. ↑  Hyrule Menas (ハイラル・メナス, Hairaru menasu?), terme finalement traduit en « Menace hiérale » dans la suite de la version française, désignant une arme magique ancienne puissante pouvant prendre l'apparence d'une jeune fille.